# Oksana Okuniewa
Oksana Okuniewa (ur. 14 marca 1990 w Mikołajowie) – ukraińska lekkoatletka, specjalizująca się w skoku wzwyż.
Szósta zawodniczka mistrzostw świata juniorów młodszych (2007) oraz mistrzostw Europy juniorów (2009). Finalistka halowych mistrzostw Europy w Paryżu (2011). Latem 2011 zdobyła srebrny medal mistrzostw Europy do lat 23, była ósma na uniwersjadzie oraz odpadła w eliminacjach mistrzostw świata. Szósta zawodniczka mistrzostw Europy w Zurychu (2014) oraz europejskiego czempionatu w Amsterdamie (2016). W 2017 była czwarta na halowych mistrzostwach Europy. Mistrzyni uniwersjady z Tajpej (2017). Medalistka mistrzostw Ukrainy w hali i na stadionie.
Rekordy życiowe: stadion – 1,98 (28 czerwca 2014, Berdyczów); hala – 1,94 (5 marca 2011, Paryż oraz 18 lutego 2017, Sumy).

## Osiągnięcia
| Rok  | Impreza                                 | Miejsce        | Lokata            | Wynik |
| ---- | --------------------------------------- | -------------- | ----------------- | ----- |
| 2007 | Mistrzostwa świata juniorów młodszych   | Ostrawa        | 6. miejsce        | 1,78  |
| 2007 | Olimpijski Festiwal Młodzieży Europy    | Belgrad        | 3. miejsce        | 1,77  |
| 2009 | Mistrzostwa Europy juniorów             | Nowy Sad       | 6. miejsce        | 1,80  |
| 2011 | Halowe mistrzostwa Europy               | Paryż          | 7. miejsce        | 1,92  |
| 2011 | Młodzieżowe mistrzostwa Europy          | Ostrawa        | 2. miejsce        | 1,94  |
| 2011 | Uniwersjada                             | Shenzhen       | 8. miejsce        | 1,84  |
| 2011 | Mistrzostwa świata                      | Daegu          | el. – 19. miejsce | 1,89  |
| 2012 | Halowe mistrzostwa świata               | Stambuł        | el. – 17. miejsce | 1,83  |
| 2013 | Mistrzostwa świata                      | Moskwa         | el. – 15. miejsce | 1,88  |
| 2014 | Mistrzostwa Europy                      | Zurych         | 6. miejsce        | 1,94  |
| 2015 | Mistrzostwa świata                      | Pekin          | el. – 14. miejsce | 1,89  |
| 2016 | Mistrzostwa Europy                      | Amsterdam      | 6. miejsce        | 1,89  |
| 2016 | Igrzyska olimpijskie                    | Rio de Janeiro | el. – 22. miejsce | 1,89  |
| 2017 | Halowe mistrzostwa Europy               | Belgrad        | 4. miejsce        | 1,92  |
| 2017 | Superliga drużynowych mistrzostw Europy | Lille          | 6. miejsce        | 1,90  |
| 2017 | Mistrzostwa świata                      | Londyn         | el. – 20. miejsce | 1,89  |
| 2017 | Uniwersjada                             | Tajpej         | 1. miejsce        | 1,97  |
| 2017 | DécaNation                              | Angers         | 1. miejsce        | 1,88  |
| 2018 | Mistrzostwa Europy                      | Berlin         | 10. miejsce       | 1,87  |